# Kyrłanowo
Kyrłanowo (bułg. Кърланово) – wieś w Bułgarii, w obwodzie Błagoewgrad, w gminie Sandanski. Według Ujednoliconego Systemu Ewidencji Ludności oraz Usług Administracyjnych dla Ludności, 15 marca 2016 roku miejscowość liczyła 35 mieszkańców.

## Historia
Do 1912 roku miejscowość nazywała się Złatkow cziflik lub Złatkowo. W wykazie z 1878 roku w spisie Etnografii wilajetów Adrianopol, Monastir i Saloniki, miejscowość posiadała 16 domostw i 50 mieszkańców.

## Osoby związane z miejscowością
- Panajot Angow – bułgarski Macedońsko-Adrianopolski wolontariusz, członek czety Doncza Złatkowa[4]
- Georgi Manołow – bułgarski Macedońsko-Adrianopolski wolontariusz, zabity 6 lipca 1913 roku na szczycie Gowedarnik[4]